# Xã Wayne, Quận Clermont, Ohio
Xã Wayne (tiếng Anh: Wayne Township) là một xã thuộc quận Clermont, tiểu bang Ohio, Hoa Kỳ. Năm 2010, dân số của xã này là 4.885 người.